# Loropetalum chinense
Kỷ mộc (danh pháp hai phần: Loropetalum chinense), là một loài thực vật có hoa trong Họ Kim lũ mai (Hamamelidaceae). Loài này được Robert Brown miêu tả khoa học đầu tiên năm 1862. Có hai biến thể kỷ mộc được ghi nhận là kỷ mộc hoa trắng (hoa màu trắng sữa, trắng ngà hoặc trắng ngã vàng, lá xanh) và kỷ mộc hoa hồng (hay hồng phụng) (hoa có màu hồng hoặc đỏ hồng, lá non màu đỏ đồng và lá già chuyển dần xanh olive hoặc đỏ Burgundy. Cây có nguồn gốc từ Trung Quốc, Nhật Bản và Himalaya.

## Mô tả
Kỷ mộc thuộc dạng cây bụi thường xanh, thân gỗ, có nhiều nhánh nhỏ và cao khoảng 1-2 mét. Trong một số trường hợp, cây có thể cao đến 4.5 mét. Lá đơn, hình bầu dục (dài 2.5 – 6 cm), viền lá có gai nhỏ, bề mặt lá có lông nhám và mọc so le. Kỷ mộc hoa trắng lá có màu xanh, kỷ mộc hoa hồng lá có nhiều màu đa dạng, từ xanh olive đến đỏ Burgundy. Hoa đơn, lưỡng tính, mọc từ nách lá và mọc thành chùm. Cánh hoa dài 20 mm và rộng 2 mm.

## Sử dụng
Ngoài việc sử dụng làm cây trang trí, lá, hoa và rễ của kỷ mộc còn được sử dụng trong các bài thuốc dân gian ở Trung Quốc.

## Giống cây trồng
- Loropetalum chinense 'Pizazz'
- Loropetalum chinense 'Rubrum'
- Loropetalum chinense 'Ruby'
- Loropetalum chinense var. rubrum 'Blush'
- Loropetalum chinense var. rubrum 'Burgundy'
- Loropetalum chinense var. rubrum 'Fire Dance'
- Loropetalum chinense var. rubrum 'Hines Purpleleaf'
- Loropetalum chinense var. rubrum 'Purple Majesty'
- Loropetalum chinense var. rubrum 'Raspberry Fringe'
- Loropetalum chinense var. rubrum 'Razzle-Dazzle'
- Loropetalum chinense var. rubrum 'Zhuzhou Fuchsia'
- Loropetalum chinense Black Pearl (PBR)
- Loropetalum chinense 'Chang Nian Hong'
- Loropetalum chinense 'China Pink'
- Loropetalum chinense 'Emerald Snow'
- Loropetalum chinense Ever Red
- Loropetalum chinense 'Griffcrl'
- Loropetalum chinense Hot Spice
- Loropetalum chinense 'Ming Dynasty'
- Loropetalum chinense 'Nci 002'
- Loropetalum chinense 'Rose Blush'
- Loropetalum chinense 'Snowdance'
- Loropetalum chinense 'Song'
- Loropetalum chinense 'Tang Dynasty'
- Loropetalum chinense var. rubrum 'Fire Glow'
- Loropetalum chinense var. rubrum 'Monraz'
- Loropetalum chinense var. rubrum 'Pearl'(PBR)
- Loropetalum chinense var. rubrum 'Pipa's Red'
- Loropetalum chinense var. rubrum 'Daybreak's Flame'
- Loropetalum chinense 'Dazzle'
- Loropetalum chinense 'Peack'
- Loropetalum chinense var. rubrum 'Purple Pixie'
- Loropetalum chinense var. rubrum 'Shang-hi'
- Loropetalum chinense var. rubrum 'Shang-lo'
- Loropetalum chinense 'Shang-Red'

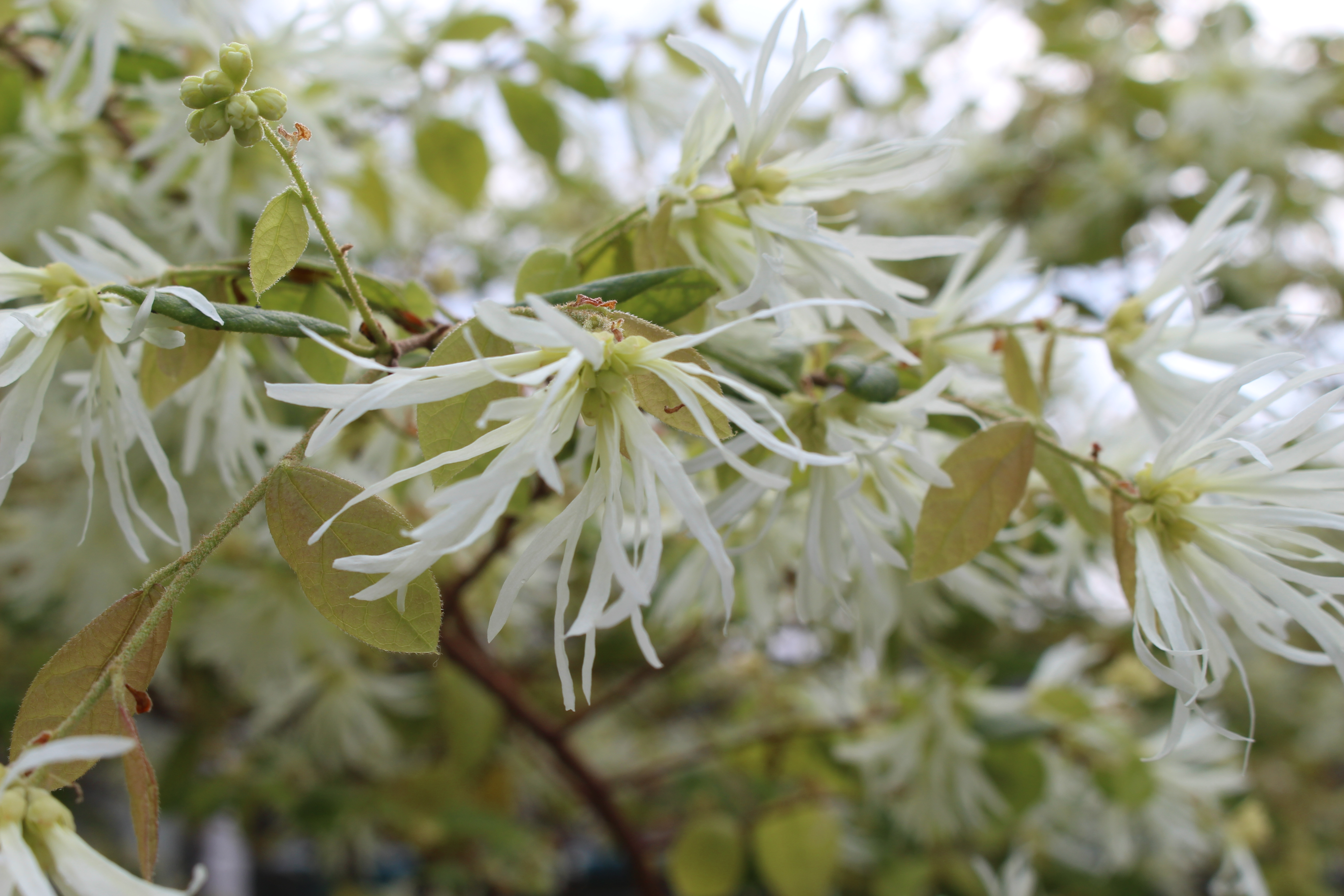
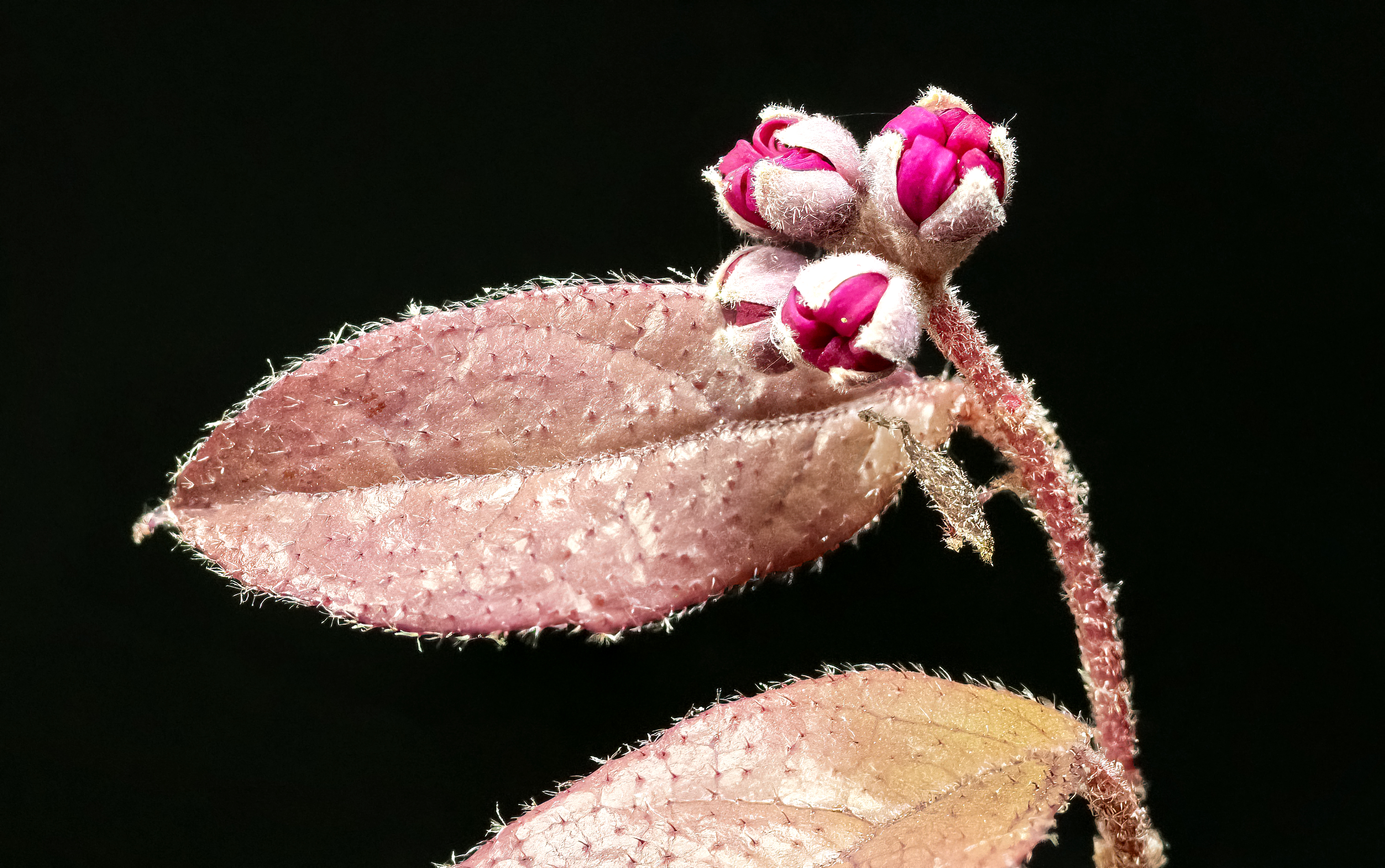
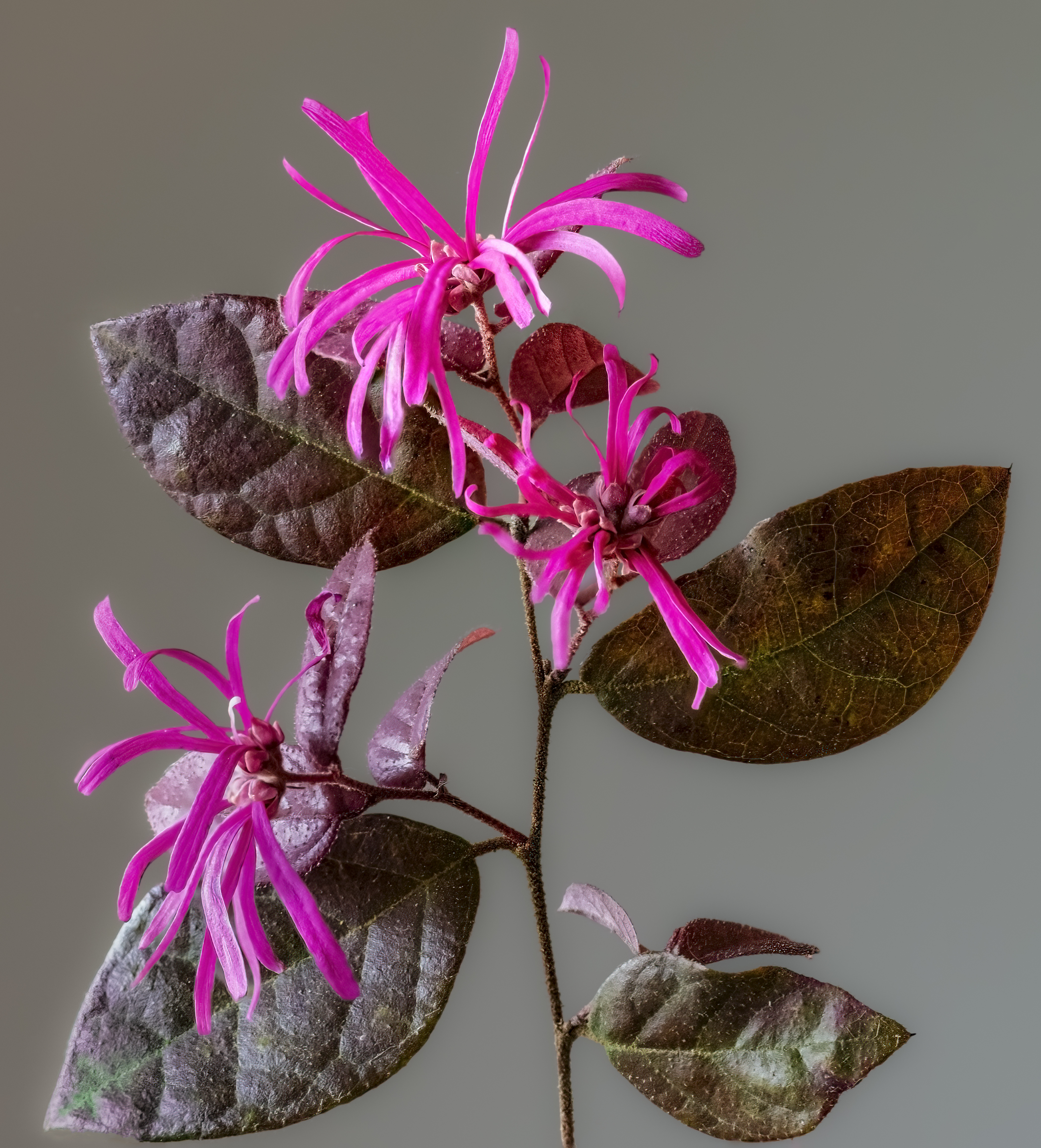
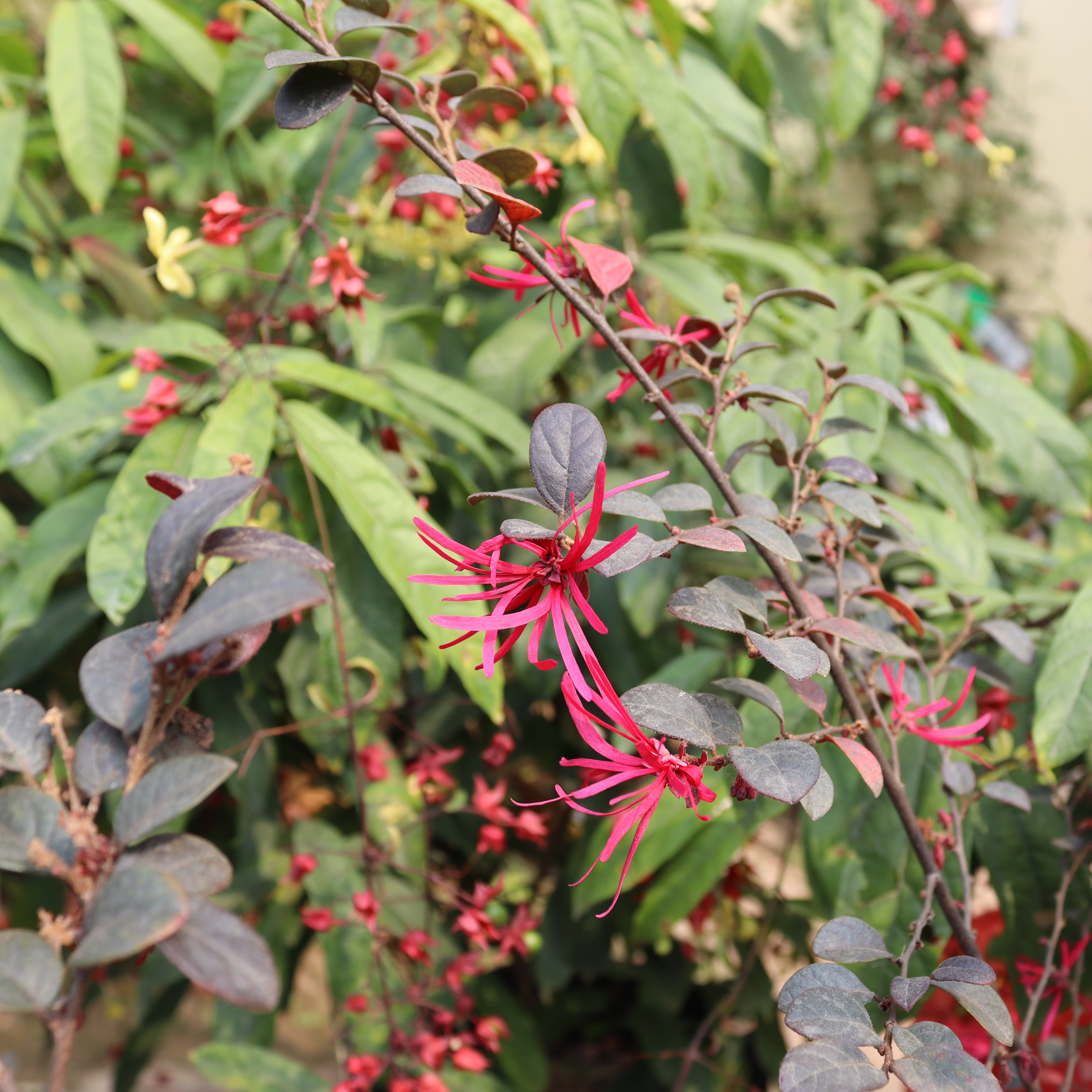
Loài hoa này được bày bán trên thị trường Việt với tên gọi là hồng phụng. Ảnh chụp tại ngõ 68, đường Nguyễn Thới Trung, Thạch Bàn, Long Biên, Hà Nội